# Tenzometr

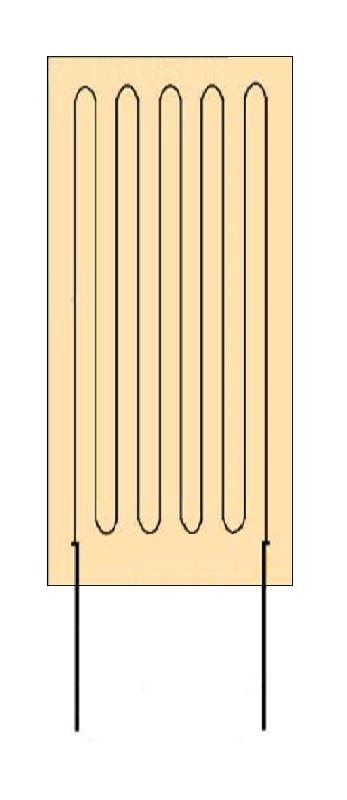
Drátkový tenzometr. Měří prodloužení ve směru drátků (zde svisle). Krátké příčné úseky mají na citlivost zanedbatelný vliv

Tenzometr fóliový

V současnosti obvyklý elektrický tenzometr je pasivní elektrotechnická součástka, používaná jako senzor k nepřímému měření mechanického napětí na povrchu součásti prostřednictvím měření její deformace.
Souvislost deformace materiálu s působící silou (v určitém rozsahu sil je to přímá úměrnost) byla objevena v roce 1676 Robertem Hookem a postupně zpřesňována až do podoby dnešního Hookova zákona, který je fyzikální podstatou tenzometrických měření.

## Použití
Elektrický tenzometr patří mezi převodníky sloužící k elektrickému měření neelektrických veličin. Jako součást měřicího řetězce – tedy vždy spolu s dalšími přístroji – se tenzometry používají ve dvou oblastech:
- pro zjišťování a analýzu namáhání konstrukčních prvků (např. vlivu tvarových podrobností na pevnost), součástí i celých konstrukcí (svařence jako jsou tlakové nádoby či karosérie vozidel, rámy strojů, mostní konstrukce, …)
  - ve vývoji a konstrukci pro praktické ověření návrhu konstrukce v simulovaných i reálných podmínkách
  - v praxi pro ověření skutečného provozního zatížení konstrukce
- jako pevně zabudovaná součást jiných přístrojů a zařízení, kde měřenou veličinou je často síla: tenzometrické siloměry, jim podobné tenzometrické váhy, jako čidla pro diagnostiku poruch, deformační tlakoměry apod.

Obor, který využívá měření materiálové deformace ke studiu napjatosti, se nazývá tenzometrie.

## Popis tenzometru a druhy
Dříve používané mechanické, optické ale i akustické a pneumatické tenzometry byly vytlačeny tenzometry elektrickými odporovými a polovodičovými, což jsou pasivní čidla nalepená na povrchu součásti (páskové tenzometry) nebo pevně spojená s měřeným tělesem (průmyslové tenzometry pro váhy, trvalé sledování mostních konstrukcí), která převádějí mechanickou deformaci na změnu elektrického odporu. První elektrické tenzometry byly použity kolem roku 1938 pro studium deformací lokomotivních součástek. Byly to tenzometry kovové drátkové.
Vodič o délce l a průřezu S z materiálu s měrným elektrickým odporem ρ má odpor:
{\displaystyle R=\rho \cdot {\frac {l}{S}}}
Je-li vodič tenzometru pevně spojený s povrchem měřeného namáhaného objektu, má stejné deformace jako objekt. Tedy při natahování se zvětšuje jeho délka, zmenšuje průřez a podle použitého materiálu se mění i jeho měrný elektrický odpor. U kovových odporových tenzometrů je měrný elektrický odpor jejich materiálu prakticky nezávislý na deformaci, tedy veličina ρ je konstantní. Na změny odporu kovového tenzometru mají pak vliv jen rozměry jeho vodiče. U polovodičových odporových tenzometrů, v nichž vodičem je například křemíkový pásek, se výrazněji projevuje piezorezistivní jev, tj. závislost měrného odporu ρ na mechanické deformaci.

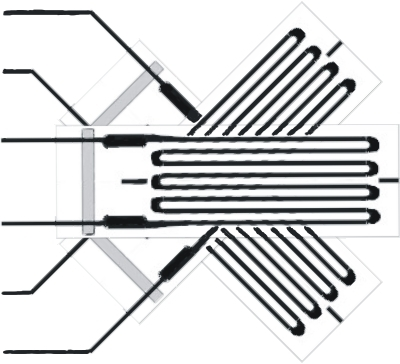
Tenzometrická růžice

Pro snímání deformace ve více směrech jsou vyráběny tenzometry s více vzájemně natočenými mřížkami na jedné podložce – tenzometrické růžice. K úplnému určení napjatosti v daném místě povrchu jsou zapotřebí tři mřížky; dva základní druhy růžic mají rozložení mřížek buď 0°–120°–240° nebo 0°–45°–90°. Jednotlivé mřížky jsou vzájemně galvanicky odděleny (izolovány).

### Kovový tenzometr
Kovové odporové tenzometry mají obvykle vodič z konstantanu (kvůli malé závislosti jeho odporu na změnách teploty). Pro splnění různých požadavků na vlastnosti tenzometrů se ale používají i jiné kovové materiály.
Drátky tenzometru mívají průměr kolem 0,01 mm, jsou přilepeny na nevodivé podložce (speciální papír) a jejich konce jsou s přívodními vodiči spojeny svařením.
Kromě drátkových se často používají tenzometry fóliové, u nichž je vodičem kovová fólie (tloušťky kolem 0,001 mm) na nosné izolační podložce.
Tenzometr se přilepí na povrch měřeného objektu speciálním lepidlem. Spojení se nesmí utrhnout v celém rozsahu měřených deformací. Pro zvýšení odporu tenzometru (na hodnotu vhodnou pro připojení k vyhodnocovacímu přístroji) a zachování jeho přijatelné délky (pro bodové měření deformace) má tenzometr více rovnoběžných úseků vodiče spojených příčnými úseky. Krátké příčné úseky s větším průřezem jsou málo citlivé na deformaci kolmou na podélnou osu měření. Je-li měřená deformace objektu vyjádřena poměrným prodloužením jeho povrchu {\displaystyle \varepsilon ={\frac {\Delta l}{l}}}, pak poměrná změna odporu kovového tenzometru je:
{\displaystyle {\frac {\Delta R}{R0}}=k\cdot \varepsilon }, kde:
- R0 je odpor tenzometru při výchozím mechanickém zatížení
- ∆R je přírůstek odporu tenzometru při poměrném prodloužení ε
- k je konstanta vyjadřující vlastnosti tenzometru (jeho citlivost).

U konstantanového tenzometru mívá k hodnotu kolem k = 2. Závislost změny odporu na deformaci je tedy u kovových tenzometrů lineární. Používají se pro měření deformací s ε rovným až 2000 μm/m, kdy je ještě zaručena stálost vlastností nalepeného tenzometru.

### Polovodičový tenzometr
Polovodičové tenzometry jsou tvořeny páskem vyříznutým z monokrystalu polovodiče (křemíku, germania aj.) znečistěného difuzí jiného materiálu. Mechanické namáhání krystalické mřížky ovlivňuje výrazně pohyblivost nosičů náboje a tím i měrný odpor materiálu tenzometru. Podle typu znečištění odpor materiálu s deformací roste, nebo klesá.
U polovodičového tenzometru je závislost poměrné změny odporu na prodloužení vyjádřena rovnicí:
{\displaystyle {\frac {\Delta R}{R0}}=k_{1}\cdot \varepsilon +k_{2}\cdot \varepsilon ^{2}},
kde k1,k2 jsou konstanty vyjadřující vlastnosti tenzometru (jeho citlivost). Jejich velikost a znaménko lze v širokém rozsahu měnit druhem a koncentrací znečišťujících příměsí. U polovodičových tenzometrů je tedy závislost změny odporu na deformaci nelineární (kvadratická). Typické hodnoty konstant mohou být k1 = +130, k2 = +2500 (při znečištění borem).
Křemíkový pásek má typicky tloušťku v setinách mm, šířku v desetinách mm a délku v jednotkách mm. Citlivost polovodičového tenzometru je až o dva řády vyšší, než u kovového tenzometru. Dolní velikost měřených deformací začíná u μ = 10−6 (to jest 1μm na 1m)
Difuzí nečistot lze vytvořit tenzometrickou strukturu přímo na deformačním tělese snímače (například na křemíkové membráně snímače tlaku). Tyto metody pronikly i do mikromechaniky, kdy je nosník nesoucí setrvačnou hmotu snímače zrychlení součástí čipu s vyhodnocovacími obvody.
Kromě monokrystalických existují i polykrystalické (naprašované) polovodičové tenzometry,
Lepidlo pro lepení tenzometrů musí zajišťovat spojení tenzometru s povrchem měřeného objektu a elektricky izolovat tenzometr od objektu. Po vytvrzení vytváří lepidlo určité předpětí, takže při snímání stlačení je tenzometr jen méně natahován.

## Rušivé vlivy působící při měření s tenzometry
Teplota. Teplota ovlivňuje nejen vodivost materiálu tenzometru, ale její změna způsobuje i teplotní roztažnost tenzometru. Nejčastějším způsobem kompenzace vlivu teploty je vhodné spojení více tenzometrů do můstku. Proud tekoucí tenzometrem z vyhodnocovacích obvodů musí být také zvolen dostatečně malý, aby tenzometr zahříval jen zanedbatelně.
Tečení (creep). Tenzometr, na který působí konstantní mechanické zatížení, po čase ztrácí citlivost. Je to způsobeno jevy v materiálech tenzometru, měřeného objektu a lepidla.
Příčná citlivost. Je nejvyšší u drátkových tenzometrů. U tenzometrů použitých ve snímačích je vliv příčné citlivosti již zahrnut do cejchování.
Hystereze. Samotný tenzometr má obvykle zanedbatelnou hysterezi. Větší hysterezi může vykazovat materiál, na který je tenzometr nalepen.
Vlhkost. Hygroskopická nosná podložka mění s obsahem vody své rozměry. Také některá lepidla mění s vlhkostí své vlastnosti. Po nalepení tenzometru je třeba jej překrýt ochranou proti vlhkosti. Pro tento účel se užívá i včelí vosk.
Elektromagnetické pole. Elektrickou složku pole lze snadno odstínit. Problémy může způsobovat silné střídavé magnetické pole a s ním spojená indukce v přívodních kabelech.
Vyhodnocení signálu z tenzometrů. Nejčastěji se tenzometry spojují do Wheatstoneova můstku. Přístroje pro připojení tenzometrů v sobě obsahují odpory pro doplnění můstku.
Tenzometry jsou běžně vyráběny ve standardní řadě hodnot odporů, 120, 300, nebo 600 Ohmů.
Používá se napájení tenzometrů stejnosměrným i střídavým proudem. Výhodou střídavého napájení je snadné odstranění vlivu velmi pomalých rušivých změn (teploty apod.). Velikost nosné frekvence ovšem omezuje snímaný frekvenční rozsah měřeného děje.

## Dynamika měření
Proměnné mechanické namáhání se v materiálu pod tenzometrem šíří ve formě mechanického vlnění. Pokud by ve speciálním případě byla vlnová délka tohoto vlnění právě rovna délce tenzometru, výstupní signál tenzometru by byl nulový (polovina tenzometru natažena, druhá polovina stejně stlačena).
Tenzometr ve snímači je nalepen na deformační element (nosník, membrána), jehož vlastní mechanická frekvence kmitání musí být dostatečně vysoká, aby element stačil změny měřené veličiny sledovat.
Třetím vlivem omezujícím dynamiku měření je již zmíněná velikost nosné frekvence napájecího proudu.

## Zásady při použití tenzometrů k měření mechanického napětí

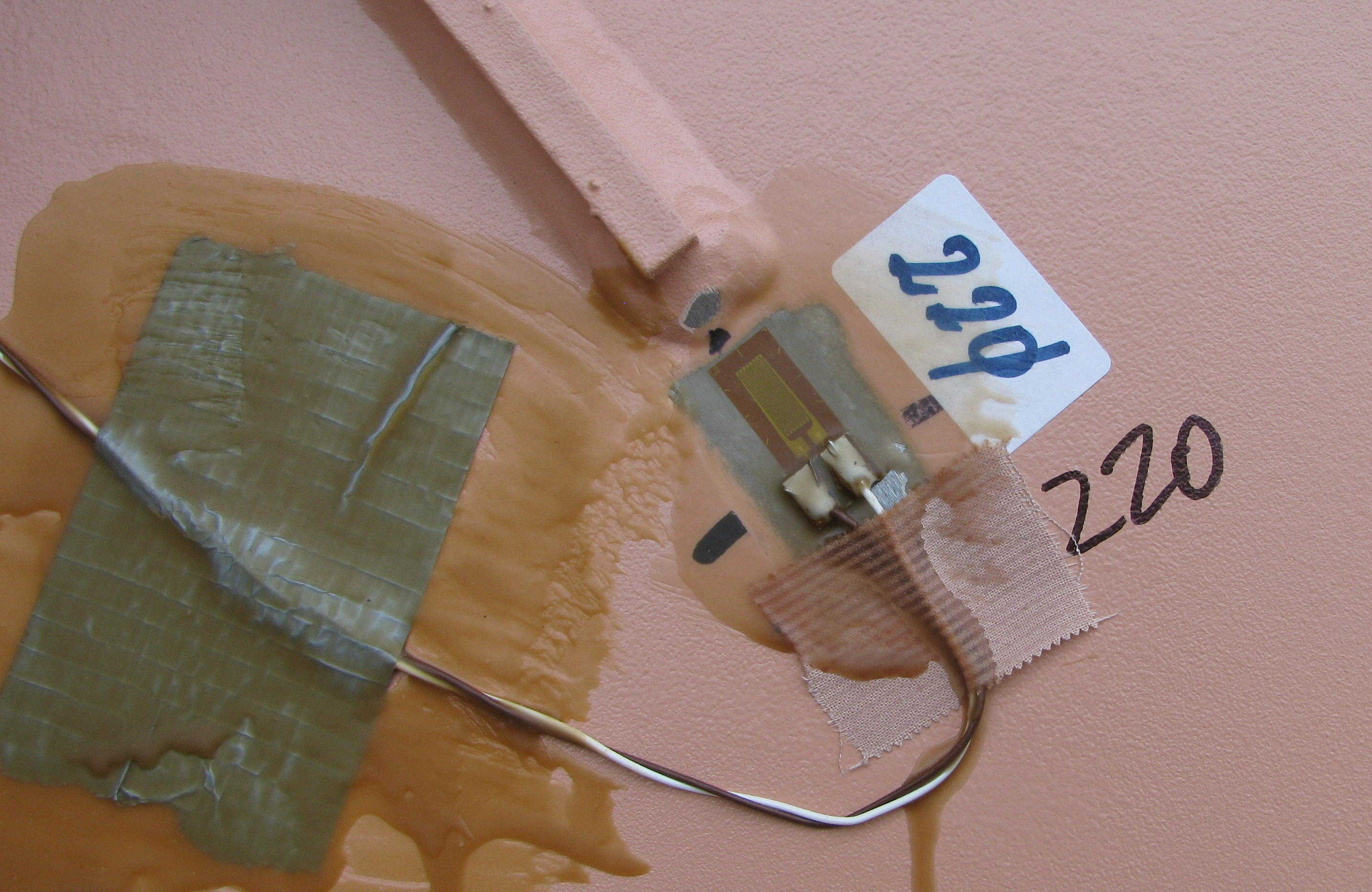
Fóliový tenzometr v typickém umístění na ocelové konstrukci, chráněný včelím voskem, připravený k měření.

Mechanické napětí nelze měřit přímo, a proto se přepočítává ze změřené deformace. K tomu je nutná znalost modulu pružnosti zkoumaného materiálu, při analýze plošné napjatosti také jeho Poissonova konstanta. Protože jde o konstanty, zjištěné hodnoty napětí jsou platné jen v oblasti jeho lineární závislosti na relativní deformaci. Při plánování experimentu a interpretaci jeho výsledků to experimentátor má na zřeteli: do programu zkoušky se zařazují cykly zatížení a odlehčení tak, aby pokud došlo ke zplastizování materiálu, projevilo se to po odlehčení jako zbytkové napětí (prvotně samozřejmě deformace). Hodnota "napětí" při příslušném zatížení je jen fiktivní a experimentátor ji označí jako neplatnou.
Přepočet deformace na mechanické napětí se v praxi obvykle děje analogově, nastavením konstantního zesílení měřicího zesilovače, takže uvedené skutečnosti nejsou příliš zjevné. Přístroje navenek udávají mechanické napětí, po překročení meze úměrnosti tedy jen fiktivní.